# إدارة أسطول
إدارة الأساطيل هي تحكم آلي ومتابعة مسار السُّفُن أو الطائرات أو السيّارات التي يملكها أو يُشغِّلها شخصٌ واحد أو شركة واحدة للقِيام بأعماله. وفي التأمين على السيّارات، مثلًا، تَمنح شركةُ التأمين عادةً تخفيضًا خاصًّا عند التأمين على عدد من السيَّارات إذا كانت هذه السيّارات تُشغَّل كمجموعةٍ واحدة، أو كأُسطول تِجاري.

## عمل إدارة الأسطول
- تتبع المركبات عن بعد، وهو أول الواجبات.
- جمع معلوماتها وتخزينها ومعالجتها ورصدها والإبلاغ عنها.
- تأريخ وحفظ كل خدمات وإصلاحات المركبة مثل تبديل الزيت وتغيير الإطارات الوقود،وسجل مخالفاتها المرورية.[2]